# 김재현 (1979년)
김재현(金載賢, 1979년 9월 7일 ~ )는 전 KBO 리그 한화 이글스의 투수이다.

## 출신학교
- 동춘천초등학교
- 대구중학교
- 대전고등학교